# Belopus
Belopus (лат.) — род жесткокрылых из семейства чернотелок.

## Описание
Последний членик нижнечелюстных щупиков треугольный. Глаза цельные. Эпимеры среднегруди своим внутренним концом доходит до средних тазиковых впадин. Задние крылья хорошо развиты.

## Систематика
В составе рода:
- Belopus csikii Reitter, 1920
- Belopus heydeni (Zoufal, 1893)
- Belopus raffrayi (Fairmaire, 1873)
- Belopus reitteri (Zoufal, 1893)
- Belopus sulcatus (Fischer von Waldheim, 1844)
- Belopus tibialis (Zoufal, 1893)